# Eridacnis sinuans
Eridacnis sinuans es una especie de elasmobranquio carcarriniforme de la familia Proscylliidae.